# Tierra Verde (Texas)
Tierra Verde es un lugar designado por el censo ubicado en el condado de Nueces en el estado estadounidense de Texas. En el Censo de 2010 tenía una población de 277 habitantes y una densidad poblacional de 53,48 personas por km².

## Geografía
Tierra Verde se encuentra ubicado en las coordenadas 27°45′42″N 97°43′3″O / 27.76167, -97.71750. Según la Oficina del Censo de los Estados Unidos, Tierra Verde tiene una superficie total de 5.18 km², de la cual 5.18 km² corresponden a tierra firme y (0%) 0 km² es agua.

## Demografía
Según el censo de 2010, había 277 personas residiendo en Tierra Verde. La densidad de población era de 53,48 hab./km². De los 277 habitantes, Tierra Verde estaba compuesto por el 88.09% blancos, el 0.36% eran afroamericanos, el 0% eran amerindios, el 0% eran asiáticos, el 0% eran isleños del Pacífico, el 10.47% eran de otras razas y el 1.08% pertenecían a dos o más razas. Del total de la población el 95.31% eran hispanos o latinos de cualquier raza.